# Station Daniszyn
Station Daniszyn is een spoorwegstation in de Poolse plaats Daniszyn.